# Finał Grand Prix w łyżwiarstwie figurowym 2019/2020
Finał Grand Prix w łyżwiarstwie figurowym 2019/2020 – siódme, a zarazem ostatnie w kolejności zawody łyżwiarstwa figurowego z cyklu Grand Prix 2019/2020. Zawody odbywały się równolegle z Finałem Junior Grand Prix w łyżwiarstwie figurowym 2019/2020, czyli ósmymi zawodami podsumowującymi cykl Junior Grand Prix 2019/2020. Zawody rozgrywano od 5 do 8 grudnia 2019 roku w hali Palavela w Turynie.
Wśród solistów triumfował Amerykanin Nathan Chen, natomiast wśród solistek reprezentująca Rosję Alona Kostornoj. W parach sportowych zwyciężyli Chińczycy Sui Wenjing i Han Cong, zaś w parach tanecznych Francuzi Gabriella Papadakis i Guillaume Cizeron.
W kategorii juniorów wśród solistów triumfował Japończyk Shun Satō, natomiast wśród solistek zwycięstwo odniosła Rosjanka Kamiła Walijewa. W parach sportowych w kategorii juniorów triumfowali Rosjanie Apollinarija Panfiłowa i Dmitrij Ryłow, zaś w parach tanecznych reprezentanci Gruzji Marija Kazakowa i Gieorgij Riewija.

## Terminarz
| Data      | Godzina   | Kategoria       | Konkurencja     | Segment          |
| --------- | --------- | --------------- | --------------- | ---------------- |
| 5 grudnia | 15:30 CET | Junior          | Soliści         | Program krótki   |
| 5 grudnia | 16:35 CET | Junior          | Pary sportowe   | Program krótki   |
| 5 grudnia | 17:50 CET | Junior          | Solistki        | Program krótki   |
| 5 grudnia | 19:50 CET | Senior          | Pary sportowe   | Program krótki   |
| 5 grudnia | 21:10 CET | Senior          | Soliści         | Program krótki   |
| 6 grudnia | 15:00 CET | Junior          | Pary taneczne   | Taniec rytmiczny |
| 6 grudnia | 16:20 CET | Junior          | Solistki        | Program dowolny  |
| 6 grudnia | 18:30 CET | Senior          | Pary taneczne   | Taniec rytmiczny |
| 6 grudnia | 19:50 CET | Senior          | Solistki        | Program krótki   |
| 6 grudnia | 20:55 CET | Senior          | Pary sportowe   | Program dowolny  |
| 7 grudnia | 13:00 CET | Senior          | Soliści         | Program dowolny  |
| 7 grudnia | 14:20 CET | Junior          | Pary sportowe   | Program dowolny  |
| 7 grudnia | 15:45 CET | Junior          | Soliści         | Program dowolny  |
| 7 grudnia | 18:00 CET | Junior          | Pary taneczne   | Taniec dowolny   |
| 7 grudnia | 19:25 CET | Senior          | Pary taneczne   | Taniec dowolny   |
| 7 grudnia | 20:55 CET | Senior          | Solistki        | Program dowolny  |
| 8 grudnia | 14:00 CET | Pokazy mistrzów | Pokazy mistrzów | Pokazy mistrzów  |

## Rekordy świata

### Kategoria seniorów

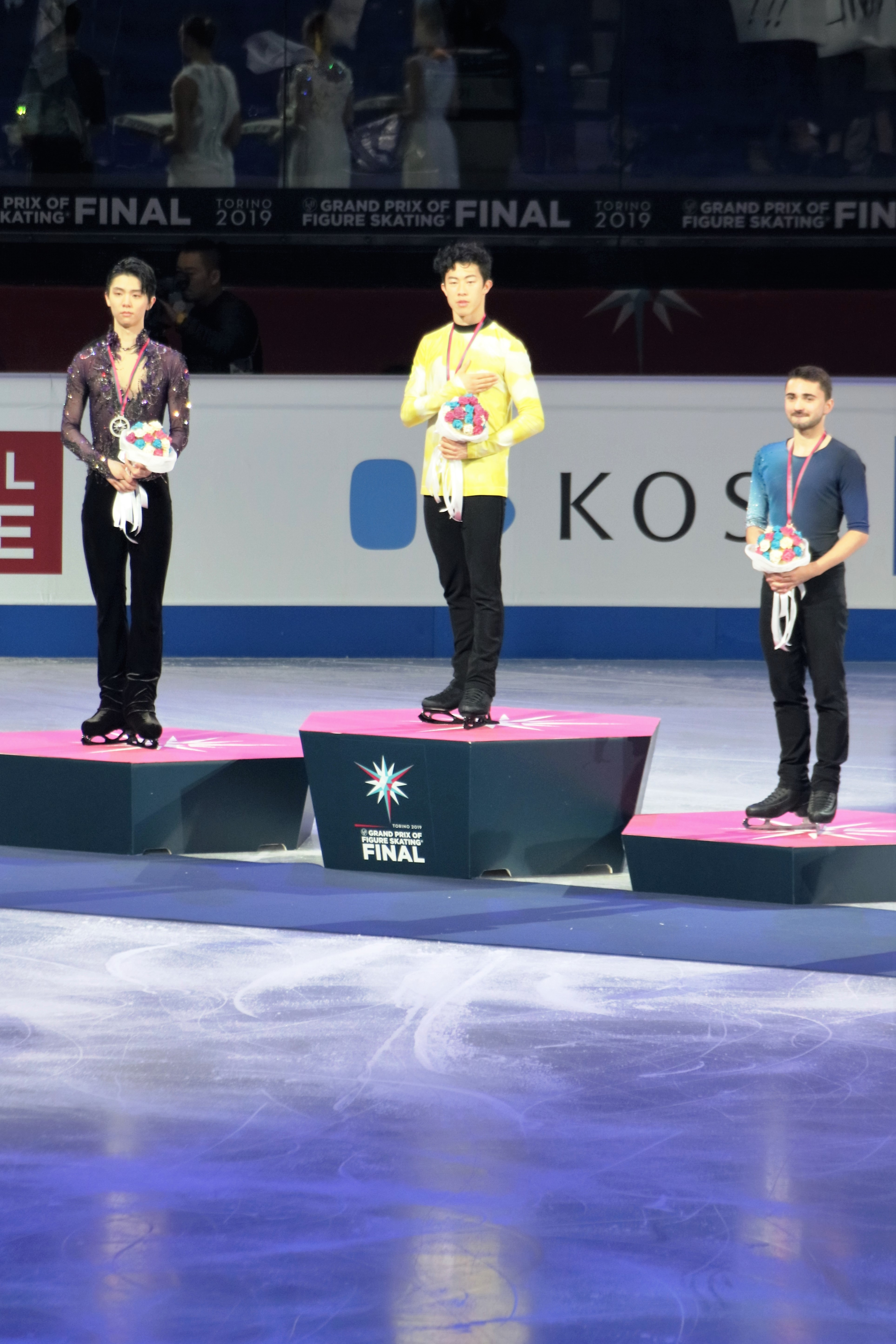
Medaliści w konkurencji solistów Hanyū (JPN), Chen (USA), Aymoz (FRA)

| Rekordy świata (GOE±5) na moment rozpoczęcia zawodów (stan na 5 grudnia 2019): | Rekordy świata (GOE±5) na moment rozpoczęcia zawodów (stan na 5 grudnia 2019): | Rekordy świata (GOE±5) na moment rozpoczęcia zawodów (stan na 5 grudnia 2019): | Rekordy świata (GOE±5) na moment rozpoczęcia zawodów (stan na 5 grudnia 2019): | Rekordy świata (GOE±5) na moment rozpoczęcia zawodów (stan na 5 grudnia 2019): | Rekordy świata (GOE±5) na moment rozpoczęcia zawodów (stan na 5 grudnia 2019): |
| Konkurencja                                                                    | Segment                                                                        | Zawodnicy                                                                      | Punkty                                                                         | Zawody                                                                         | Data                                                                           |
| ------------------------------------------------------------------------------ | ------------------------------------------------------------------------------ | ------------------------------------------------------------------------------ | ------------------------------------------------------------------------------ | ------------------------------------------------------------------------------ | ------------------------------------------------------------------------------ |
| Soliści                                                                        | Nota łączna                                                                    | Nathan Chen                                                                    | 323,42                                                                         | Mistrzostwa świata 2019                                                        | 23 marca 2019                                                                  |
| Soliści                                                                        | Program dowolny                                                                | Nathan Chen                                                                    | 216,02                                                                         | Mistrzostwa świata 2019                                                        | 23 marca 2019                                                                  |
| Soliści                                                                        | Program krótki                                                                 | Yuzuru Hanyū                                                                   | 110,53                                                                         | Rostelecom Cup 2018                                                            | 16 listopada 2018                                                              |
| Solistki                                                                       | Nota łączna                                                                    | Aleksandra Trusowa                                                             | 241,02                                                                         | Skate Canada International 2019                                                | 26 października 2019                                                           |
| Solistki                                                                       | Program dowolny                                                                | Aleksandra Trusowa                                                             | 166,62                                                                         | Skate Canada International 2019                                                | 26 października 2019                                                           |
| Solistki                                                                       | Program krótki                                                                 | Alona Kostornoj                                                                | 85,04                                                                          | NHK Trophy 2019                                                                | 22 listopada 2019                                                              |
| Pary sportowe                                                                  | Nota łączna                                                                    | Sui Wenjing / Han Cong                                                         | 234,84                                                                         | Mistrzostwa świata 2019                                                        | 21 marca 2019                                                                  |
| Pary sportowe                                                                  | Program dowolny                                                                | Sui Wenjing / Han Cong                                                         | 155,60                                                                         | Mistrzostwa świata 2019                                                        | 21 marca 2019                                                                  |
| Pary sportowe                                                                  | Program krótki                                                                 | Sui Wenjing / Han Cong                                                         | 81,27                                                                          | NHK Trophy 2019                                                                | 22 listopada 2019                                                              |
| Pary taneczne                                                                  | Nota łączna                                                                    | Gabriella Papadakis / Guillaume Cizeron                                        | 226,61                                                                         | NHK Trophy 2019                                                                | 23 listopada 2019                                                              |
| Pary taneczne                                                                  | Taniec dowolny                                                                 | Gabriella Papadakis / Guillaume Cizeron                                        | 136,58                                                                         | NHK Trophy 2019                                                                | 23 listopada 2019                                                              |
| Pary taneczne                                                                  | Taniec rytmiczny                                                               | Gabriella Papadakis / Guillaume Cizeron                                        | 90,03                                                                          | NHK Trophy 2019                                                                | 22 listopada 2019                                                              |

W trakcie zawodów ustanowiono następujące rekordy świata (GOE±5):
| Konkurencja | Segment         | Zawodnicy       | Punkty | Data           |
| ----------- | --------------- | --------------- | ------ | -------------- |
| Solistki    | Nota łączna     | Alona Kostornoj | 247,59 | 7 grudnia 2019 |
| Soliści     | Nota łączna     | Nathan Chen     | 335,30 | 7 grudnia 2019 |
| Soliści     | Program dowolny | Nathan Chen     | 224,92 | 7 grudnia 2019 |
| Solistki    | Program krótki  | Alona Kostornoj | 85,45  | 6 grudnia 2019 |

### Kategoria juniorów
| Rekordy świata juniorów (GOE±5) na moment rozpoczęcia zawodów (stan na 5 grudnia 2019): | Rekordy świata juniorów (GOE±5) na moment rozpoczęcia zawodów (stan na 5 grudnia 2019): | Rekordy świata juniorów (GOE±5) na moment rozpoczęcia zawodów (stan na 5 grudnia 2019): | Rekordy świata juniorów (GOE±5) na moment rozpoczęcia zawodów (stan na 5 grudnia 2019): | Rekordy świata juniorów (GOE±5) na moment rozpoczęcia zawodów (stan na 5 grudnia 2019): | Rekordy świata juniorów (GOE±5) na moment rozpoczęcia zawodów (stan na 5 grudnia 2019): |
| Konkurencja                                                                             | Segment                                                                                 | Zawodnicy                                                                               | Punkty                                                                                  | Zawody                                                                                  | Data                                                                                    |
| --------------------------------------------------------------------------------------- | --------------------------------------------------------------------------------------- | --------------------------------------------------------------------------------------- | --------------------------------------------------------------------------------------- | --------------------------------------------------------------------------------------- | --------------------------------------------------------------------------------------- |
| Soliści                                                                                 | Nota łączna                                                                             | Daniił Samsonow                                                                         | 250,51                                                                                  | JGP w Polsce 2019                                                                       | 21 września 2019                                                                        |
| Soliści                                                                                 | Program dowolny                                                                         | Daniił Samsonow                                                                         | 163,18                                                                                  | JGP w Polsce 2019                                                                       | 21 września 2019                                                                        |
| Soliści                                                                                 | Program krótki                                                                          | Daniił Samsonow                                                                         | 87,33                                                                                   | JGP w Polsce 2019                                                                       | 19 września 2019                                                                        |
| Solistki                                                                                | Nota łączna                                                                             | Aleksandra Trusowa                                                                      | 222,89                                                                                  | Mistrzostwa świata juniorów 2019                                                        | 9 marca 2019                                                                            |
| Solistki                                                                                | Program dowolny                                                                         | Aleksandra Trusowa                                                                      | 150,40                                                                                  | Mistrzostwa świata juniorów 2019                                                        | 9 marca 2019                                                                            |
| Solistki                                                                                | Program krótki                                                                          | Alona Kostornoj                                                                         | 76,32                                                                                   | Finał Junior Grand Prix 2018                                                            | 6 grudnia 2018                                                                          |
| Pary sportowe                                                                           | Nota łączna                                                                             | Apollinarija Panfiłowa / Dmitrij Ryłow                                                  | 192,73                                                                                  | JGP w Polsce 2019                                                                       | 20 września 2019                                                                        |
| Pary sportowe                                                                           | Program dowolny                                                                         | Anastasija Miszyna / Aleksandr Gallamow                                                 | 126,26                                                                                  | Finał Junior Grand Prix 2018                                                            | 8 grudnia 2018                                                                          |
| Pary sportowe                                                                           | Program krótki                                                                          | Apollinarija Panfiłowa / Dmitrij Ryłow                                                  | 70,97                                                                                   | JGP w Polsce 2019                                                                       | 19 września 2019                                                                        |
| Pary taneczne                                                                           | Nota łączna                                                                             | Marjorie Lajoie / Zachary Lagha                                                         | 176,10                                                                                  | Mistrzostwa świata juniorów 2019                                                        | 9 marca 2019                                                                            |
| Pary taneczne                                                                           | Taniec dowolny                                                                          | Marjorie Lajoie / Zachary Lagha                                                         | 105,96                                                                                  | Mistrzostwa świata juniorów 2019                                                        | 9 marca 2019                                                                            |
| Pary taneczne                                                                           | Taniec rytmiczny                                                                        | Marjorie Lajoie / Zachary Lagha                                                         | 70,14                                                                                   | Mistrzostwa świata juniorów 2019                                                        | 7 marca 2019                                                                            |

W trakcie zawodów ustanowiono następujące rekordy świata juniorów (GOE±5):
| Konkurencja   | Segment         | Zawodnicy                          | Punkty | Data           |
| ------------- | --------------- | ---------------------------------- | ------ | -------------- |
| Pary taneczne | Taniec dowolny  | Marija Kazakowa / Gieorgij Riewija | 106,14 | 7 grudnia 2019 |
| Pary taneczne | Taniec dowolny  | Avonley Nguyen / Wadym Kołesnyk    | 106,02 | 7 grudnia 2019 |
| Soliści       | Nota łączna     | Shun Satō                          | 255,11 | 7 grudnia 2019 |
| Soliści       | Program dowolny | Shun Satō                          | 177,86 | 7 grudnia 2019 |

## Wyniki

### Kategoria seniorów

#### Soliści (S)
| Poz. | Zawodnik          | Nota łączna | SP | SP     | FS | FS        |
| ---- | ----------------- | ----------- | -- | ------ | -- | --------- |
| 1    | Nathan Chen       | 335,30 WR   | 1  | 110,38 | 1  | 224,92 WR |
| 2    | Yuzuru Hanyū      | 291,43      | 2  | 97,43  | 2  | 194,00    |
| 3    | Kévin Aymoz       | 275,63      | 3  | 96,71  | 3  | 178,92    |
| 4    | Aleksandr Samarin | 248,83      | 5  | 81,32  | 4  | 167,51    |
| 5    | Jin Boyang        | 241,44      | 6  | 80,67  | 5  | 160,77    |
| 6    | Dmitrij Alijew    | 220,04      | 4  | 88,78  | 6  | 131,26    |

#### Solistki (S)

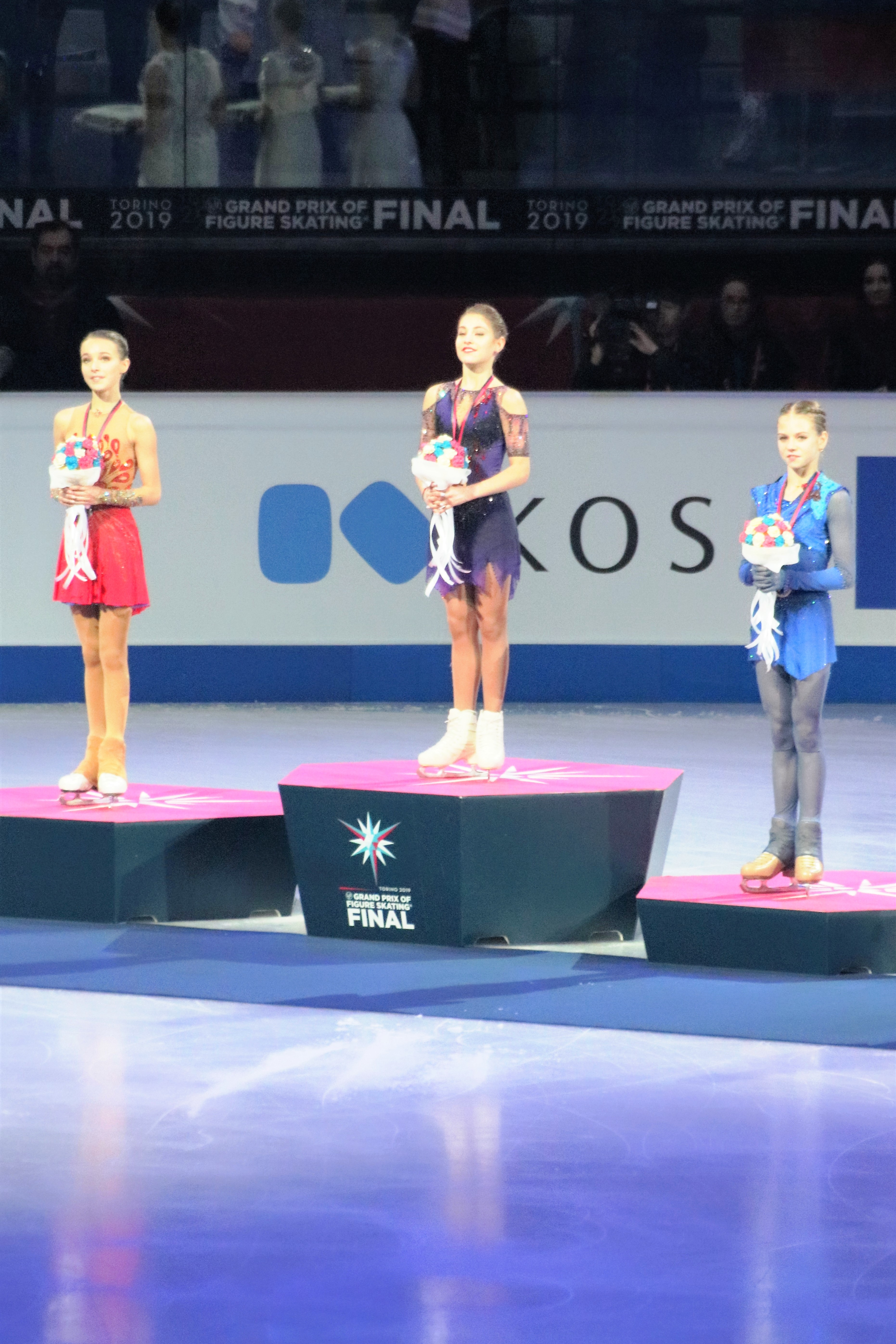
Medalistki wśród solistek, od lewej Szczerbakowa (RUS), Kostorna (RUS), Trusowa (RUS)

| Poz. | Zawodniczka        | Nota łączna | SP | SP       | FS | FS     |
| ---- | ------------------ | ----------- | -- | -------- | -- | ------ |
| 1    | Alona Kostornoj    | 247,59 WR   | 1  | 85,45 WR | 2  | 162,14 |
| 2    | Anna Szczerbakowa  | 240,92      | 3  | 78,27    | 1  | 162,65 |
| 3    | Aleksandra Trusowa | 233,18      | 5  | 71,45    | 3  | 161,73 |
| 4    | Rika Kihira        | 216,47      | 6  | 70,71    | 4  | 145,76 |
| 5    | Bradie Tennell     | 212,18      | 4  | 72,20    | 5  | 139,98 |
| 6    | Alina Zagitowa     | 205,23      | 2  | 79,60    | 6  | 125,63 |

#### Pary sportowe (S)

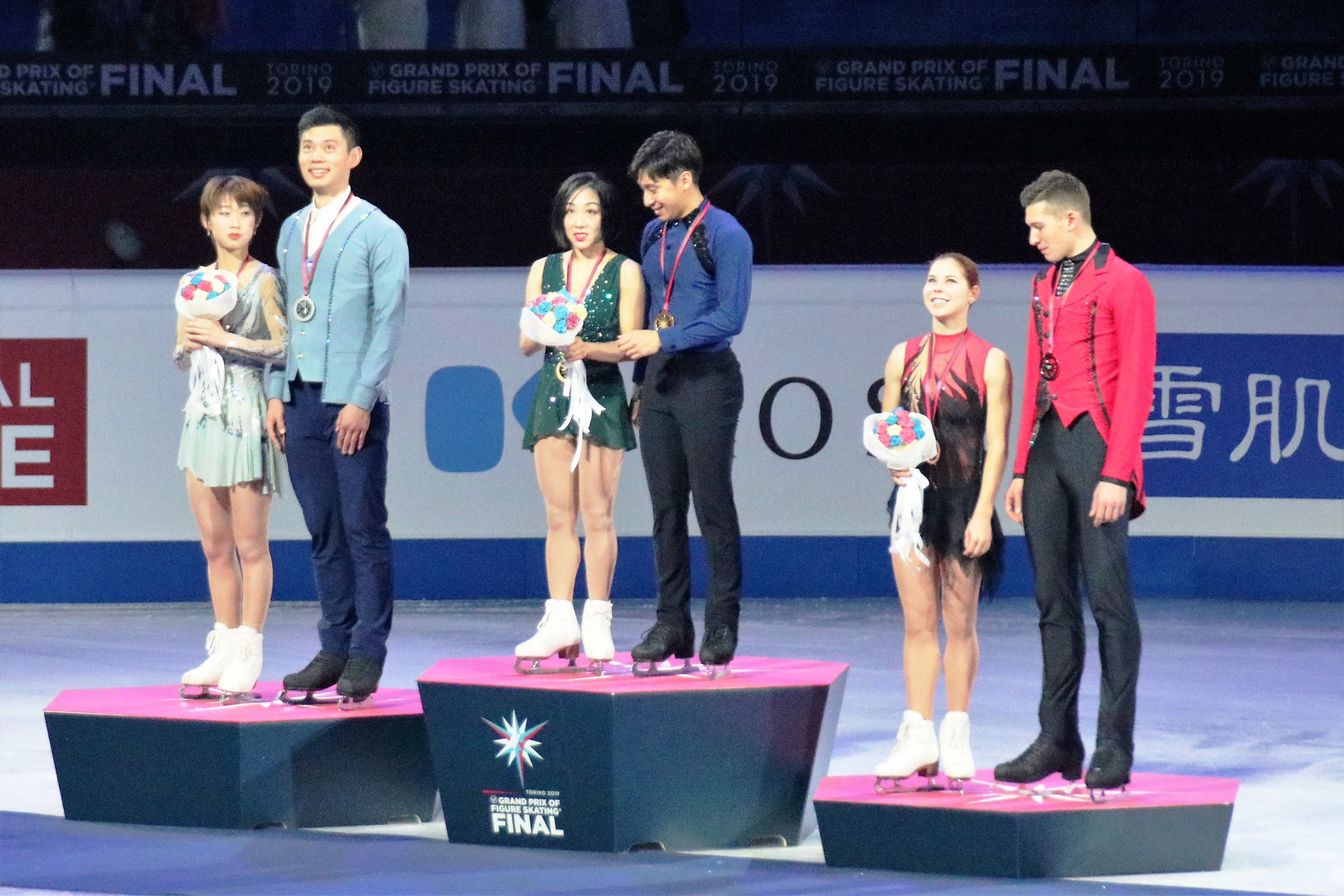
Medaliści w parach sportowych: Peng / Jin (CHN), Sui / Han (CHN), Miszyna / Gallamow (RUS)

| Poz. | Zawodnicy                               | Nota łączna | SP | SP    | FS | FS     |
| ---- | --------------------------------------- | ----------- | -- | ----- | -- | ------ |
| 1    | Sui Wenjing / Han Cong                  | 211,69      | 1  | 77,50 | 2  | 134,19 |
| 2    | Peng Cheng / Jin Yang                   | 204,27      | 5  | 69,67 | 1  | 134,60 |
| 3    | Anastasija Miszyna / Aleksandr Gallamow | 203,13      | 4  | 71,48 | 3  | 131,65 |
| 4    | Aleksandra Bojkowa / Dmitrij Kozłowskij | 201,84      | 2  | 76,65 | 5  | 125,19 |
| 5    | Kirsten Moore-Towers / Michael Marinaro | 197,99      | 6  | 67,08 | 4  | 130,91 |
| 6    | Darja Pawluczenko / Dienis Chodykin     | 194,75      | 3  | 75,16 | 6  | 119,59 |

#### Pary taneczne (S)

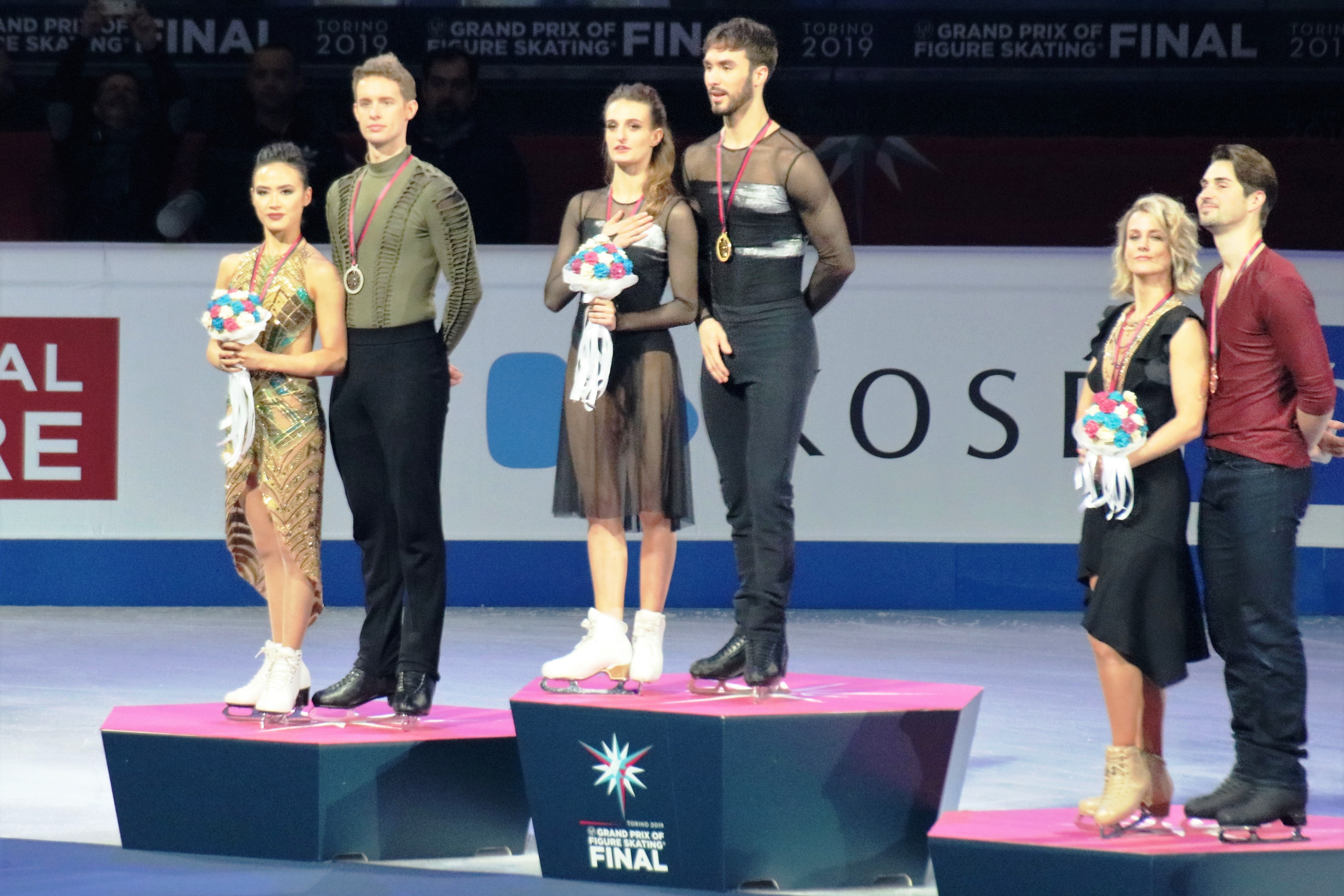
Medaliści w parach tanecznych: Chock / Bates (USA), Papadakis / Cizeron (FRA), Hubbell / Donohue (USA)

| Poz. | Zawodnicy                               | Nota łączna | RD | RD    | FD | FD     |
| ---- | --------------------------------------- | ----------- | -- | ----- | -- | ------ |
| 1    | Gabriella Papadakis / Guillaume Cizeron | 219,85      | 1  | 83,83 | 1  | 136,02 |
| 2    | Madison Chock / Evan Bates              | 210,68      | 3  | 81,67 | 2  | 129,01 |
| 3    | Madison Hubbell / Zachary Donohue       | 207,93      | 2  | 82,72 | 3  | 125,21 |
| 4    | Aleksandra Stiepanowa / Iwan Bukin      | 204,88      | 5  | 81,14 | 5  | 123,74 |
| 5    | Piper Gilles / Paul Poirier             | 203,50      | 6  | 79,53 | 4  | 123,97 |
| 6    | Wiktorija Sinicyna / Nikita Kacałapow   | 203,39      | 4  | 81,52 | 6  | 121,88 |

### Kategoria juniorów

#### Soliści (J)

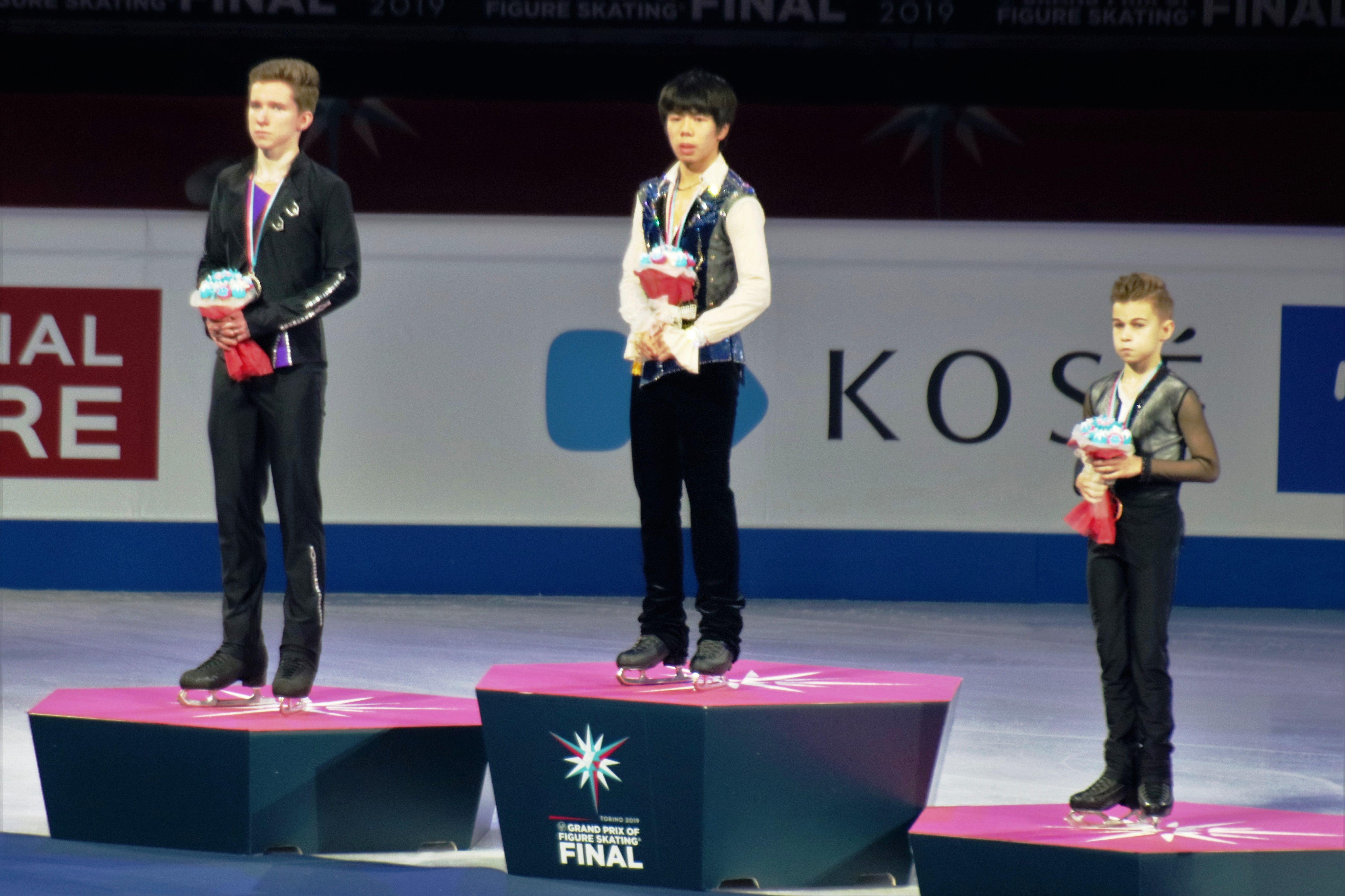
Medaliści wśród solistów juniorów: Mozalow (RUS), Satō (JPN), Samsonow (RUS)

| Poz. | Zawodnik        | Nota łączna | SP | SP    | FS | FS         |
| ---- | --------------- | ----------- | -- | ----- | -- | ---------- |
| 1    | Shun Satō       | 255,11 JWR  | 3  | 77,25 | 1  | 177,86 JWR |
| 2    | Andriej Mozalow | 241,48      | 1  | 82,45 | 2  | 159,03     |
| 3    | Daniił Samsonow | 230,19      | 2  | 77,75 | 4  | 152,44     |
| 4    | Yuma Kagiyama   | 227,09      | 6  | 71,19 | 3  | 155,90     |
| 5    | Piotr Gumiennik | 212,62      | 4  | 72,16 | 5  | 140,46     |
| 6    | Daniel Grassl   | 195,66      | 5  | 71,95 | 6  | 123,71     |

#### Solistki (J)

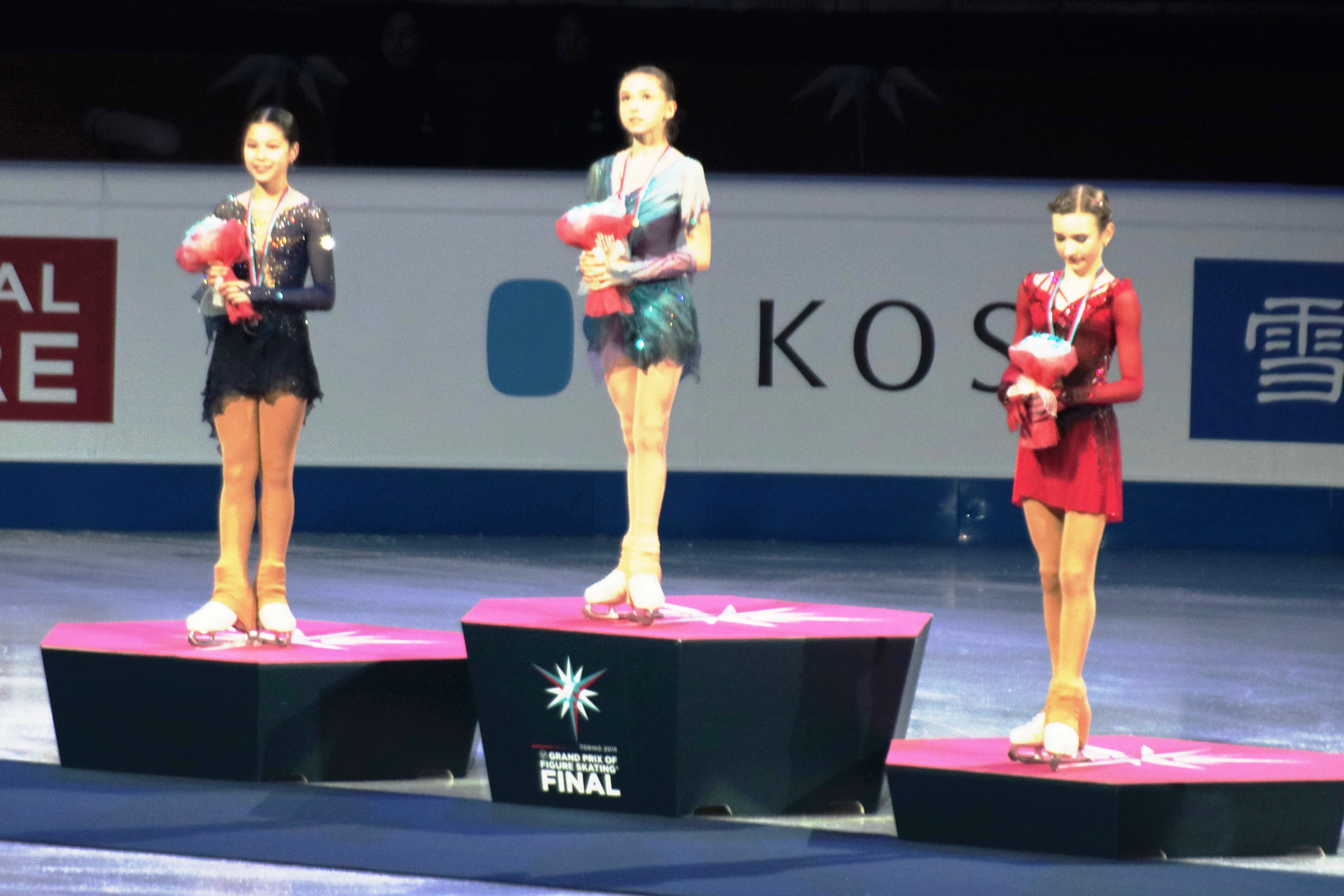
Medalistki wśród solistek juniorek: Liu (USA), Walijewa (RUS), Usaczowa (RUS)

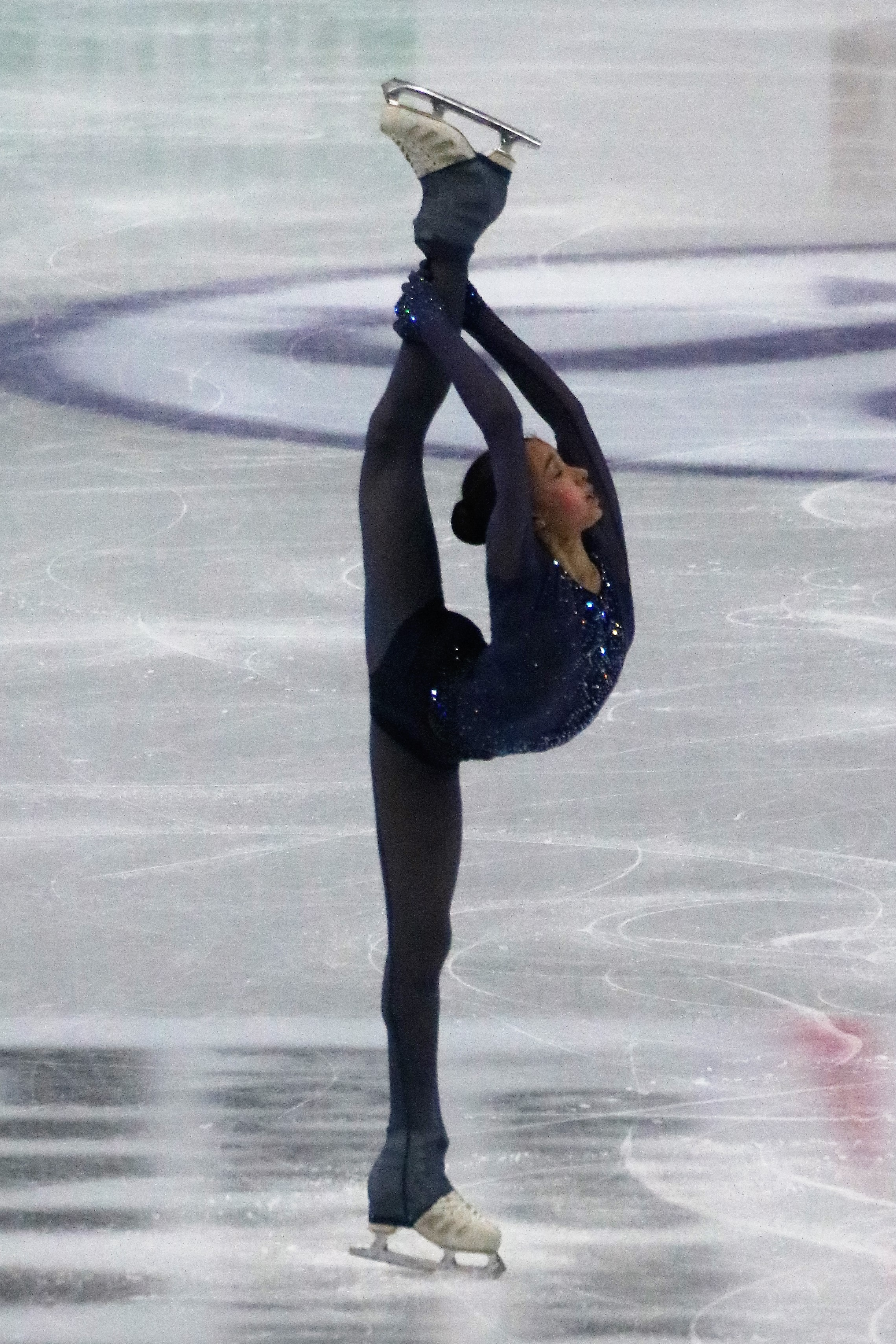
Kamiła Walijewa (RUS) wykonująca piruet

| Poz. | Zawodniczka         | Nota łączna | SP | SP    | FS | FS     |
| ---- | ------------------- | ----------- | -- | ----- | -- | ------ |
| 1    | Kamiła Walijewa     | 207,47      | 4  | 69,02 | 1  | 138,45 |
| 2    | Alysa Liu           | 204,65      | 1  | 71,19 | 2  | 133,46 |
| 3    | Darja Usaczowa      | 200,37      | 2  | 70,15 | 3  | 130,22 |
| 4    | Ksienija Sinicyna   | 195,57      | 3  | 69,40 | 5  | 126,17 |
| 5    | Lee Hae-in          | 194,38      | 6  | 65,39 | 4  | 128,99 |
| 6    | Wiktorija Wasiljewa | 184,37      | 5  | 68,07 | 6  | 116,30 |

#### Pary sportowe (J)

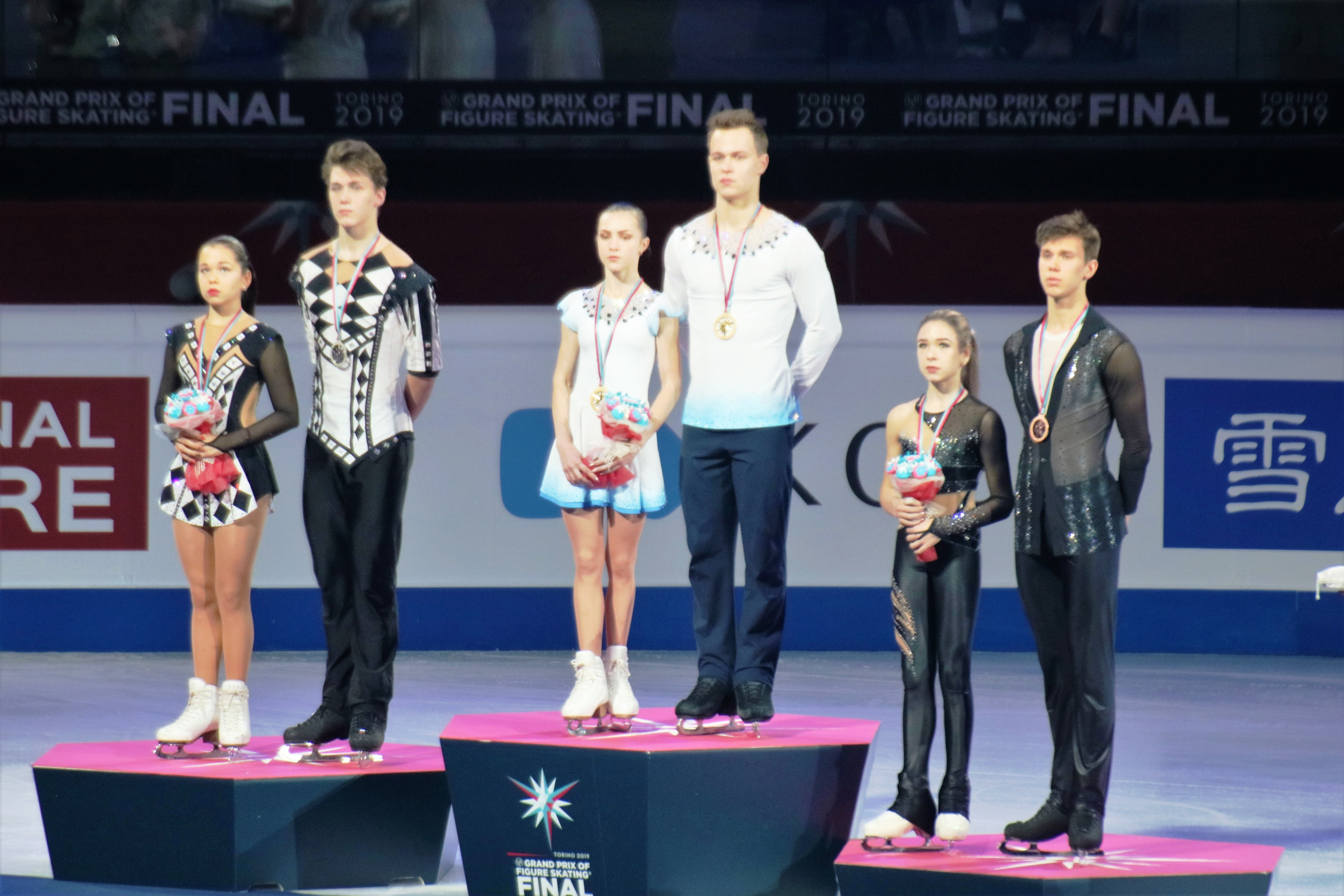
Medaliści w parach sportowych juniorów: Muchamietzianowa / Mironow (RUS), Panfiłowa / Ryłow (RUS), Achantjewa / Kołesow (RUS)

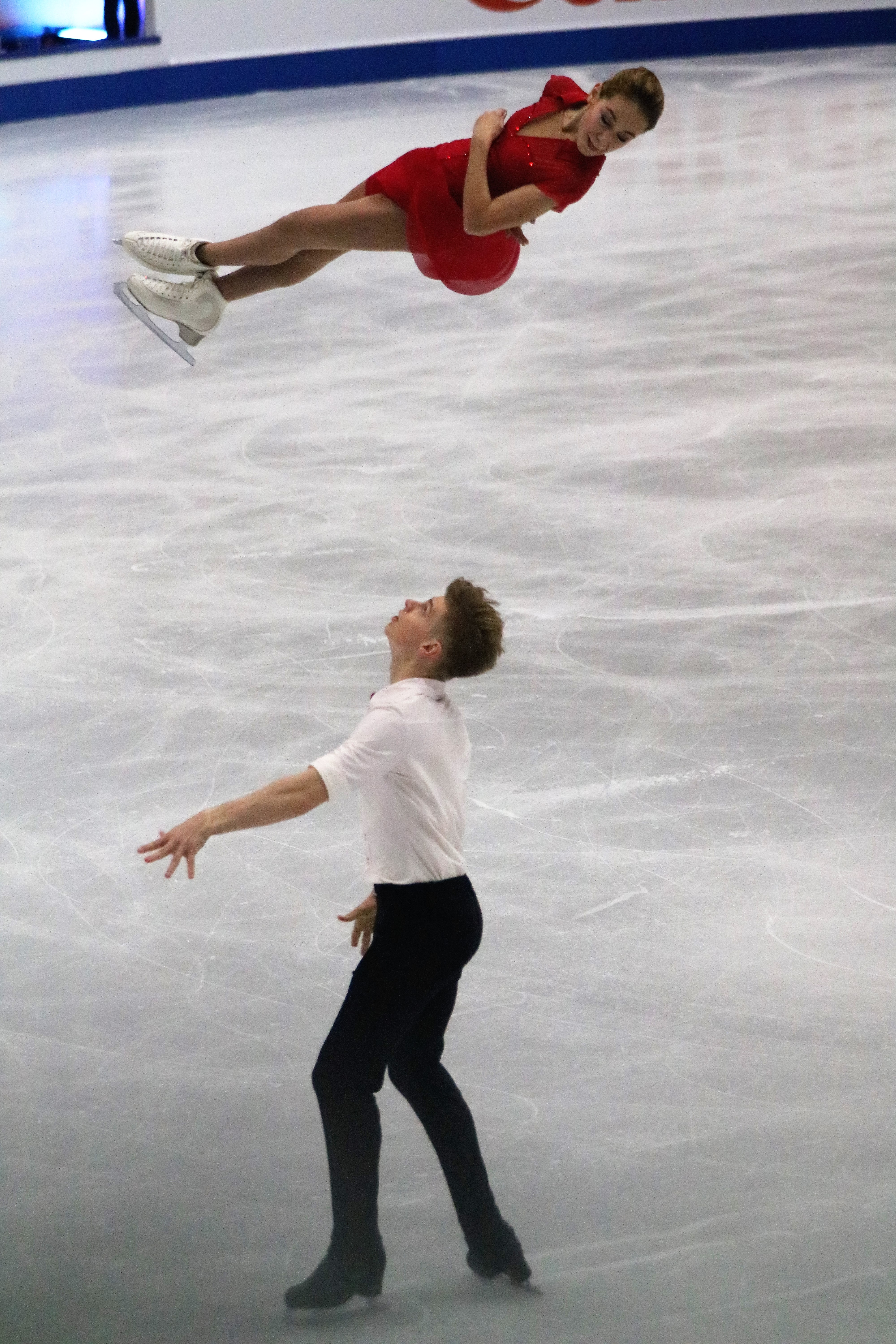
Alina Piepielewa / Roman Pleszkow (RUS) wykonujący podnoszenie twistowe (5. miejsce)

| Poz. | Zawodnicy                              | Nota łączna | SP | SP    | FS | FS     |
| ---- | -------------------------------------- | ----------- | -- | ----- | -- | ------ |
| 1    | Apollinarija Panfiłowa / Dmitrij Ryłow | 185,23      | 1  | 68,80 | 2  | 116,43 |
| 2    | Diana Muchamietzianowa / Ilja Mironow  | 184,37      | 3  | 64,90 | 1  | 119,47 |
| 3    | Ksienija Achantjewa / Walerij Kołesow  | 179,68      | 2  | 66,64 | 4  | 113,04 |
| 4    | Julija Artiemjewa / Michaił Nazaryczew | 178,56      | 5  | 63,89 | 3  | 114,67 |
| 5    | Alina Piepielewa / Roman Pleszkow      | 172,53      | 4  | 64,67 | 5  | 107,86 |
| 6    | Annika Hocke / Robert Kunkel           | 159,22      | 6  | 59,47 | 6  | 99,75  |

#### Pary taneczne (J)

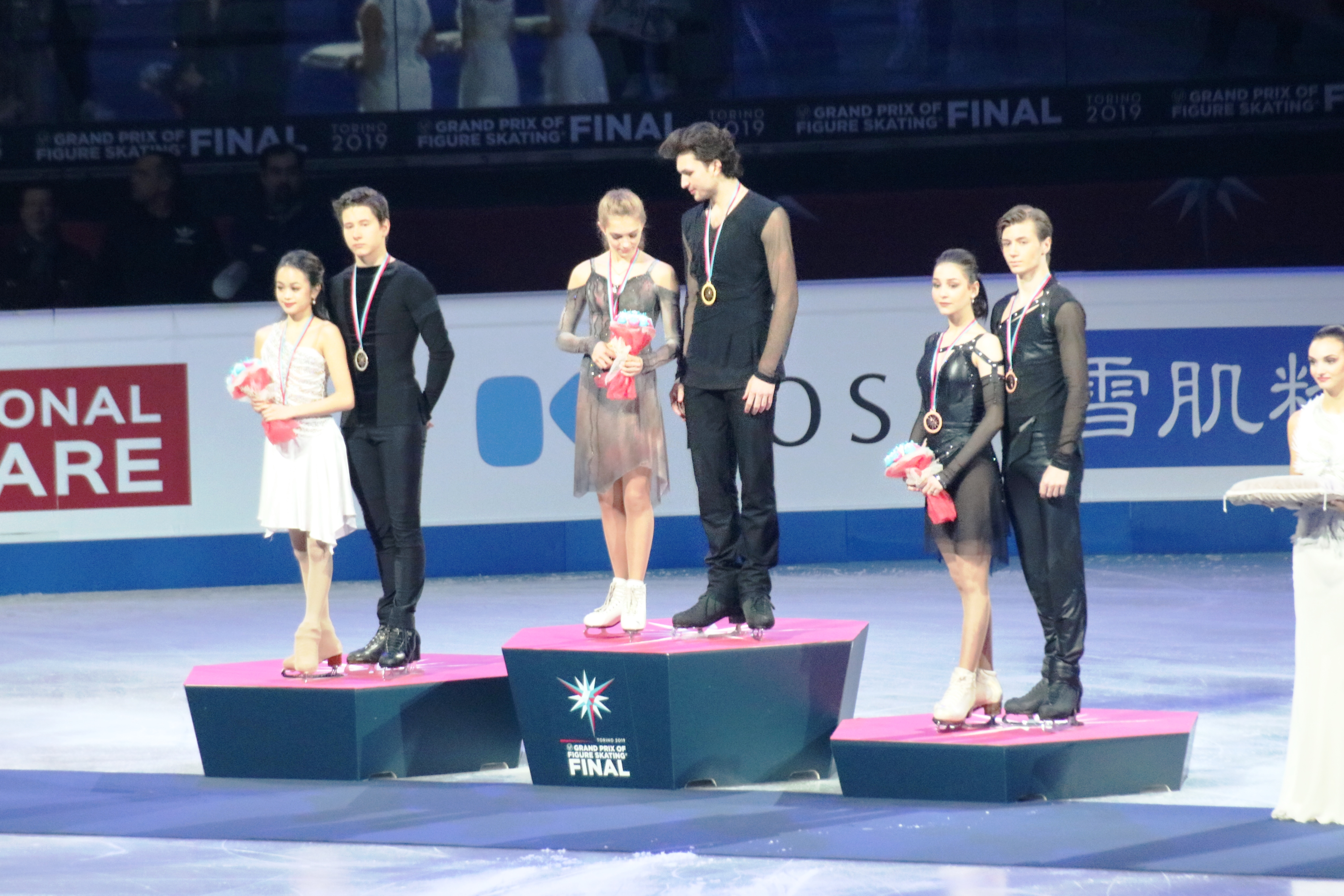
Medaliści w parach tanecznych juniorów: Nguyen / Kołesnyk (USA), Kazakowa / Riewija (GEO), Szanajewa / Naryzhnyy (RUS)

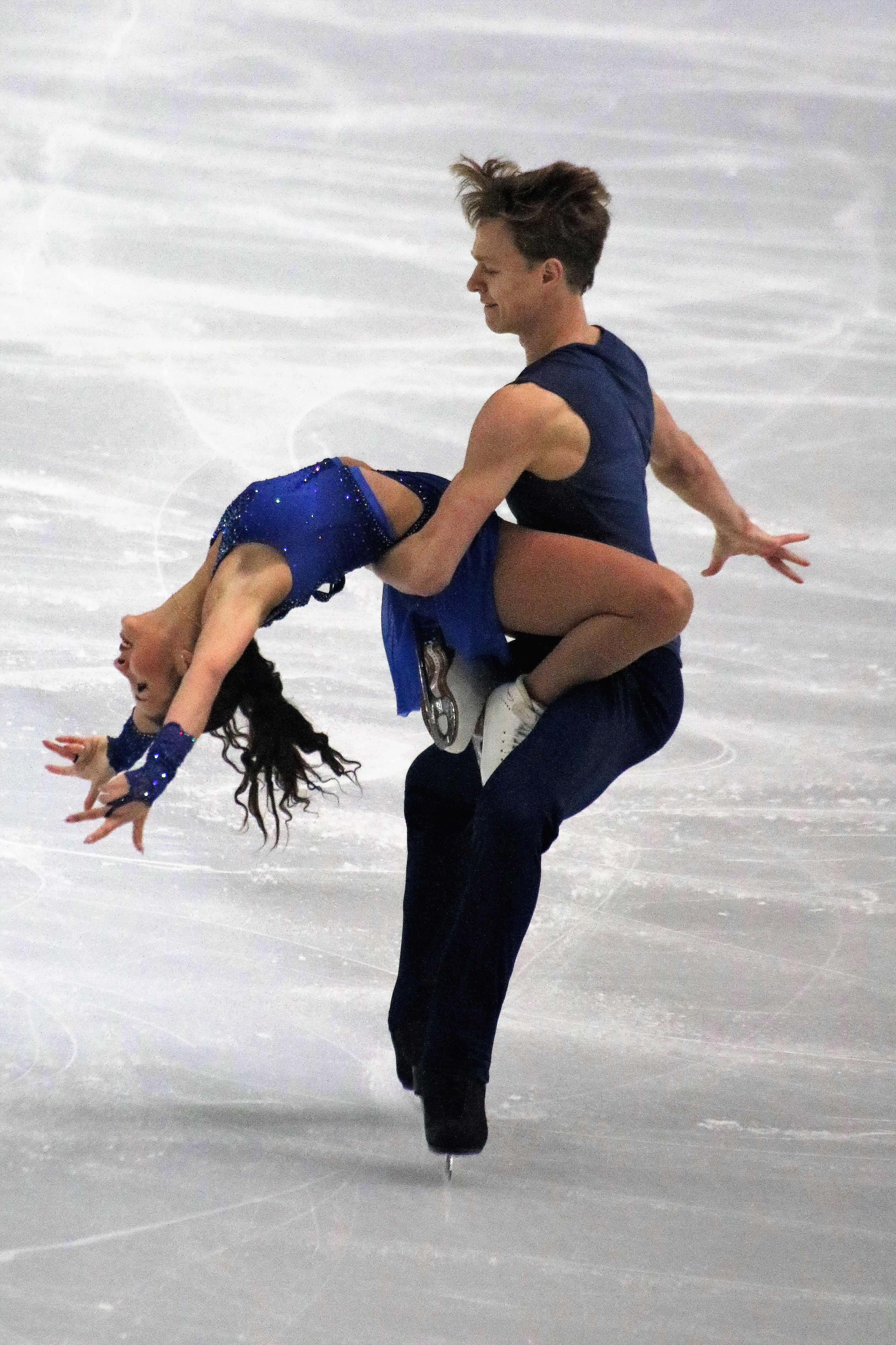
Diana Davis / Gleb Smołkin (RUS) podczas podnoszenia (6. miejsce)

| Poz. | Zawodnicy                                      | Nota łączna | RD | RD    | FD | FD         |
| ---- | ---------------------------------------------- | ----------- | -- | ----- | -- | ---------- |
| 1    | Marija Kazakowa / Gieorgij Riewija             | 174,90      | 1  | 68,76 | 1  | 106,14 JWR |
| 2    | Avonley Nguyen / Wadym Kołesnyk                | 174,74      | 2  | 68,72 | 2  | 106,02     |
| 3    | Jelizawieta Szanajewa / Devid Naryzhnyy        | 164,22      | 3  | 66,21 | 3  | 98,01      |
| 4    | Jelizawieta Chudajbierdijewa / Andriej Fiłatow | 163,03      | 4  | 65,07 | 4  | 97,96      |
| 5    | Loïcia Demougeot / Théo Le Mercier             | 156,26      | 5  | 62,84 | 5  | 93,42      |
| 6    | Diana Davis / Gleb Smołkin                     | 152,21      | 6  | 59,89 | 6  | 92,32      |